# Modysticus okefinokensis
Modysticus okefinokensis är en spindelart som först beskrevs av Willis J. Gertsch 1934.  Modysticus okefinokensis ingår i släktet Modysticus och familjen krabbspindlar. Inga underarter finns listade i Catalogue of Life.